# Richardson (Texas)
Richardson is een plaats (city) in de Amerikaanse staat Texas, en valt bestuurlijk gezien onder Collin County en Dallas County. De stad is een noordelijke voorstad van Dallas. Richardson heeft veel IT-bedrijven, vooral in het zakencentrum van de Telecom Corridor die plaats biedt aan zo'n 5700 bedrijven. Fossil, Inc. heeft er zijn hoofdkantoor.

## Demografie
Bij de volkstelling in 2000 werd het aantal inwoners vastgesteld op 91.802.
In 2006 is het aantal inwoners door het United States Census Bureau geschat op 99.822, een stijging van 8020 (8,7%).

## Geografie
Volgens het United States Census Bureau beslaat de plaats een oppervlakte van
74,0 km², geheel bestaande uit land.

## Plaatsen in de nabije omgeving
De onderstaande figuur toont nabijgelegen plaatsen in een straal van 16 km rond Richardson.

## Geboren
- Lee Nguyen (7 oktober 1986), voetballer